# NGC 5902
NGC 5902 is een spiraalvormig sterrenstelsel in het sterrenbeeld Ossenhoeder. Het hemelobject werd op 1 mei 1788 ontdekt door de Duits-Britse astronoom William Herschel.

## Synoniemen
- MCG 8-28-11
- ZWG 274.35
- PGC 54394